# Dialyceras
Dialyceras je biljni rod iz porodice Sphaerosepalaceae, dio reda Malvales. Sastoji se od tri vrste drveća, sve su madagaskarski endemi.
Rod je opisan 1962.

## Vrste
1. Dialyceras coriaceum (Capuron) J.-F.Leroy
2. Dialyceras discolor (Capuron) J.-F.Leroy
3. Dialyceras parvifolium Capuron